# Чешки, моравски и шлески Немци
Чешки, моравски и шлески Немци, или често скраћено чешки Немци, колективна је ознака за немачко говорно становништво Чешке круне. Израз Судетски Немци такође се користи од 20. века и још увек је контроверзан. Његова тачност се доводи у питање и, пре свега, негативно је обојена у вези са нацизмом. За подручја насељено овом етничком групом (пре 1945), често се користи нетачна колективна ознака Судетски крајеви. Међутим, треба имати на уму да су у Чешкој живеле и десетине хиљада људи јеврејског порекла и вероисповести, од којих су многи говорили немачки.
Велика већина чешких Немаца расељена је из својих домова након Другог светског рата. Немци и даље живе у Чешкој, али на попису становништва 2001. године изјаснило се мање од 40.000 људи немачке националности, што је делом и због чињенице да је велики део младих чешких Немаца већ у потпуности асимилиран и изјашњавају се као Чеси, док су старије генерација полако изумиру.

## Историја

### Средњи век и рани модерни период
Немачки досељеници појавили су се у Чешкој и Моравској већ у 12. и 13. веку . Они су на овај простор дошли на основу споразума између чешких владара Пшемишловића и римско-немачког цара о насељавању планинске границе Чешког краљевства од стране немачких насељеника, посебно фармера, занатлија и трговаца који су имали искуства из живота у планинском окружењу .  Ова миграција позната као Продор на исток , тицала се прилива досељеника из Старобавора , Франка , Горње Саксоније , Шлеске , Рајне , Холандије и Аустрије и Фландрије. Касније, као резултат хуситских ратова , епидемија куге или Тридесетогодишњег рата, ови имигранти , који су углавном говорили немачки језик, више пута су напуштали то подручје да би се вратили у напуштене делове Чешке и Моравске. Остали имигранти који су говорили немачки тада су долазили у Бохемију, Моравску и Шлеску током унутрашње миграције из региона који су говорили немачки у оквиру Хабзбуршке монархије .
Карлов универзитет који је основан у Прагу 1348. године, држао је наставу на латинском језику до краја 18. века, који је касније замењен немачким. До друге половине 19. века универзитет је културно и језички обликован углавном  у немачком духу. Културно значајан пример је и средњовековно прозно дело Орач из Чешке (Der Ackermann aus Böhme) из  15. века , чији је аутор Јан из Жатеца .

### Економска корист
Немачко становништво је вековима играло важну економску и политичку улогу у Чешкој. Већину градова, који су временом постали економски центри подручја, основали су немачки колонисти; у великим градовима становништво које је говорило немачки задржало је своју доминацију све до друге половине 19. века, пре него што су градови били испуњени чешким руралним радницима.Становници који су говорили Немачки језик остварили су значајне економске резултате, посебно у областима стакла , прераде порцелана, металургије и хемијске и текстилне индустрије, који су постали важни економски сектори на територији Чешке, на којој се говори немачки језик.
Међутим, независна чешко-немачка самосвест обично није била велика тема у свакодневном животу и никада није имала пресудну улогу. Становници ових подручја су  у већини случајева сматрани да су углавном Чеси, Моравци, Шлези, поданици монарха или Светог римског царства у целини.
Посебни периоди били су догађаји хуситских ратова , активности чешке браће, Тридесетогодишњи рат , у који су биле укључене земље чешке круне. Ратови пруског краља Фридриха Другог такође су били катастрофални . Великани против Аустрије за доминацију над Шлеском , који се за Аустрију, а самим тим и Чешку, завршио губитком ових територија. Овај губитак значио је слабљење немачког елемента у Чешкој. Међутим, нови немачки становници убрзо су поново дошли у опуштена подручја.
Чињеница да су Чешком управљали Хабсбурговци који говоре немачки, обично из  Беча , такође је допринела предности и накнадном доминантном положају немачке и немачке културе у Чешкој . Штавише, после изгубљене битке на Белој планини , изворно чешко племство постало је практично безначајно.

### 19. век
У 19. веку почео је да јача отпор међу чешким интелектуалцима против доминације немачког елемента, који се касније проширио и на остатак Чешке (и немачко) становништво.
После 1848. године, када је чешки национални препород промовисао решење између Немаца и Чеха, Немци који су претежно живели у Бохемији и у њој настојали да одрже политичку и културну сувереност, бар у оним областима у којима су чинили већину. На конгресу у Теплицама 1848. године, они су формулисали своје захтеве.
Децембарски устав из 1867. године такође је садржао захтев за равноправност аустријских грађана свих националности, што је био почетак уставне монархије. Аустријски царски законик такође излази на чешком од 1849. године. Одржавање немачке доминације од тада постаје све теже и крајње немогуће у целој Цислајтанији  (нем. Cisleithanien', на немачком — на другој страни Лајте) аустријској половини Aустроугарске.  
Између 1868. и 1871. позив немачких становника Чешке и Моравске за уставним решењем у Чешком краљевству постајао је све гласнији. Постулат једног од затворених подручја скоро је усвојио резолуцију која захтева чак и потпуно изузеће Чешке. Разграничење је требало да послужи потпуно новој подели ратних територија, којом би управљака одређена националност.
Подела је такође забележена у  програму од 20. маја 1899. године, који је обухватио детаљене прописе за немачко становништво. У 1900. години, све су гласнији предлози за поделу Чешке у немачким и чешким областима. У 1903. , лекар Јозеф Тита са својим присталицама основао је немачко народно већа , које је  имало за циљ да уједини спорне немачке странке у Чешкој, како би тако уједињене  могле да нађу решење за заједничке националне проблеме. Иако Национално веће није могло да утиче на коалицију немачких партија, ипак се сматрало важним и утицајним немачким заштитним удружењем у Цислајтанији.
Моравски пакт је скупни израз за четири покрајинска закона усвојена 1905. године, која су требало да гарантују решење националних проблема између Немаца и Чеха у Моравској, да успоставе аустро-чешке области.
У 1907. години, аустријски Царски савет, предлитвански парламент, изабран је први пут под општим и једнаким зборним правима. Чешки политичари дуго су делимично доводили у питање надлежност Царског савета у Бечу за Чешку, и ометали преговоре, вршили опструкцију, и захтевали  свој парламент у Прагу, али су у Бечу такође активно учествовали у неким преговорима. Као резултат преговора, настале су нове поделе изборних округа, на изборне јединице немачке и чешке територије, које су биле раздвојене што је више било могуће. У 1909. , немачки одбор покренуо је иницијативу, на основу које је предложена потпуна подела Чешке и стварање административног подручја немачке Чешке.
Основни захтеви по којима су Чеси желели да владају из Прага није било могуће решити, док су се чешки и моравски Немци ослањали на регион Цислајтаније.

### Поједине земље и становништво 1910.
Територија насељена чешким и моравским Немцима била је географски подељена на:
- Пошумава - етнографска регија у подножју планине Чешка Шумава.
- Чебску (на немачком Egerland,  латински Regio Egrensis) - историјску територију у најзападнијем делу Чешке и на суседној граници Немачке . Кроз историју, Чеб је мењао обим и власнике. Центар подручја је град Чеб.
- Северночешки регион -  који се граничиоса западночешком регијом на западу, Централном бохемском регијом на југу, Источночешком регијом на истоку, немачком савезном државом Саксонијом на северозападу и пољским Доњошлеским војводством на северу.
- Источна Чешка
- Чешка Шлеска -  (чеш. České Slezsko, шл. ,  , пољ. Śląsk Czeski; понекад Моравска Шлеска или Шлезија (чеш. Moravské Slezsko, шл. , пољ. Śląsk Morawski), је једна од историјских три историјских чешких земаља (земаља чешке круне).[1][2][3] Налази се на крајњем северо-истоку Чешке Републике и чини њен мали део. Иако се често назива и само Шлеска или Шлезија, Чешка Шлеска чини тек мањи део историјске области Шлеска.[1] Некада је била позната и као Аустријска Шлеска или Шлезија, а од 1918. до 1945. године као Судетска Шлеска или Шлезија (шл. , пољ. Śląsk Sudecki).
- Јужна и Северна Моравска -   једна од историјских чешких земаља (земаља чешке круне). Налази се у источном делу Чешке Републике. Добила је име по реци Морави, највећој реци у Моравској. Престоница Моравске је првобитно била Оломоуц а од 1642. до 1948 године Брно.

Поред тога, постојале су и енклаве на немачком језику, као што је Хребечско (немачки: „Schönhengstgau“) и делови немачке мањине у градовима са претежно чешким становништвом.
Према попису становништва из 1910. године у чешким земљама Аустроугарске монархије живело је око 3,25 милиона Немаца (око трећина са трендом опадања) у држави са укупно скоро десет милиона становника.
| Крунска земља | Популација | Немачки   | Чешки     | Пољски  |
| ------------- | ---------- | --------- | --------- | ------- |
| Бохемиа       | 6,6 мил.   | 2,2 мил.  | 4,2 мил.  |         |
| Моравска      | 2.604.857  | 719.462   | 1.868.985 |         |
| Шлеска        | 756.949.   | 332.301   | 183.938   | 239.953 |
| Укупно        | 9,962,000  | 3.252.000 | 6.253.000 | 234.000 |

### 20. век
У време када је донета одлука о оснивању Чехословачке, на граници будуће државе живело је много више Немаца него Чеха. За „чешке Немце“, којих је тада  на овим просторима било 36,7 одсто, идеја о чешкој националној држави, садржана у Декларацији три краља из јануара 1918. године, била је потпуно неприхватљива. Било је могуће само стварање мултинационалне државе са загарантованим националним правима.
Чешки Немци нису желели да прихвате да ће њима владати Чеси,  и многи судетски Немци - нарочито у почетку - одбили су да признају стварање Чехословачке , коју су Чеси, с друге стране, схватили као своју националну државу и нису желели да прихвате губитак положаја већинске националности од Дунавске монархије.
После 28. октобра 1918. судетски Немци су покушали да се позову на право на самоопредељење засновано на мировној политици Вудроа Вилсона, па су створили засебне провинције са покрајинском владом.  При томе  су подручја са већинским Немачким становништвом остале у послератној аустријској држави.
Судетски немачки посланици из Царског савета основали су сепаратистичке јединице на граници с циљем придруживања Немачкој и Аустрији у настајању . То су биле провинције немачке Чешке (Deutschböhmen)  са центром у Либерецу и Судетима  са центром у Опави, док су се остала претежно немачка подручја на југу Чешке и Моравске желели да припоје Горњој и Доњој Аустрији. По овим настојањима градови Брно, Оломоуц и Јихлава са околином треболо је да постану део Републике Аустрије.
Чехословачка влада није прихватала ниједан од ових сепаратистичких напора и започела је обезбеђивање чехословачке територије војном операцијом. Судетски Немци прибегли су мање-више пасивном отпору чешкој војсци, која је од 31. октобра 1918. до 28. јануара 1919. постепено заузимала границу . Борбе или крвави сукоби догађали су се само спорадично, што је резултовало губитком више од десетак Немаца.

Дана 4. марта 1919. године скоро сви Судетски Немци су мирно демонстрирали, а тражећи своје право на самоопредељење. Ове демонстрације подржао је једнодневни генерални штрајк немачког становништва. У Кадану се одржао мирни протест против немогућности учешћа на аустријским парламентарним изборима. Међутим, истовремено, то је требало да буде демонстрација права на самоопредељење нација коју је промовисао амерички председник Вилсон. Како изнајмљена сала није била довољна, демонстрације су се преселиле на трг и догодио се сукоб између немачког становништва и чешких војника - проблем је настао када је застава Чешке постављена на торањ градске куће.
Демонстрације је сузбила чехословачка војска, а у њима је било 54 убијених и 84 рањених.  То су биле демонстрације, на пример, у Либерецу, Моравској Требови или Кадану. Међу убијеним Немцима било је на десетине жена и деце.
На сличан начин је интервенисала и чехословачка војска током демонстрација у другим пограничним градовима. Иако је руководство нове Чехословачке извукло поуку да се таква трагедија убудуће не сме поновити по сваку цену, чешка политика није ни најмање озбиљно разматрала немачке захтеве. Иако су се изрази негодовања због окрутности чешке администрације појавили у светској штампи, ови захтеви су убрзо заборављен.
У Бохемији и Моравској догађаји од 4. марта тада су деловали као важна прекретница за уједињење Немаца из различитих региона у једну „судбоносну заједницу“, за стварање националности познате као Судетски Немци и територија насељених њима као Судетска област.
Уговор из Сен Жермена
Мировни уговор из Сен Жермена од 10. септембра 1919. године дефинитивно је доделио територију Судета Чехословачкој држави, остављајући судетске Немце у улози велике националне мањине. Према подацима из 1921. године, становништво мултинационалне Чехословачке сачињавало је:
- 6,6 милиона Чеха,
- 3,3 милиона Немаца,
- 2 милиона Словака (који су се у то време често рачунали са Чесима у такозваној чехословачкој нацији, Чехословаци),
- 700 000 Мађара ,
- 500.000 Русина ,
- 300.000 Јевреја,
- 100.000 Пољака ,
- Мањи број Рома (Цигана), Хрвата и других етничких група.

Немци су чинили трећину укупног становништва Чешке е и око 23,4 процента чехословачке популације (укупно 13,6 милиона).
У Судетима је република имала значајан удео у хемијској, рударској, текстилној и стакленој индустрији.
Најзначајније средиште свенемачког национализма био је град Цхеб и околина. Немци су насељавали и заостала пољопривредна подручја на југу и југозападу Чешке.
Моравску је углавном насељавало немачко становништво, претежно на југу и северу, али важнији су били „џепови“ на немачком језику око Јихлаве, Брна и Оломоуца. Истовремено, немачки национализам је у овим деловима био донекле пригушен, што се односило и на подручје чешке Шлеске са обимном рударском индустријом, где су се тамошњи Немци дуго плашили јаке конкуренције тешке индустрије из Немачке.
Нису сви етнички Немци живели у територијално интегрисаним и лако разграниченим областима. Из историјских разлога, чешка и немачка популација су се на многим местима мешала, а већина представника обе етничке групе имала је бар делимично знање језика друге групе.
Од друге половине 19. века, Чеси и Немци створили су двоструке етнички разнолике структуре културних, образовних, политичких и економских институција, што је продубило и ојачало међусобну етничку изолацију. Овај развој се наставио се до краја Другог светског рата .
| Број људи који су изјавили да су држављани Немачке у Чешкој према ЦЗСО | Број људи који су изјавили да су држављани Немачке у Чешкој према ЦЗСО | Број људи који су изјавили да су држављани Немачке у Чешкој према ЦЗСО | Број људи који су изјавили да су држављани Немачке у Чешкој према ЦЗСО |
|                                                                        | 1921                                                                   | 1930                                                                   | 1950                                                                   |
| ---------------------------------------------------------------------- | ---------------------------------------------------------------------- | ---------------------------------------------------------------------- | ---------------------------------------------------------------------- |
| Бохемија                                                               | 2.173.239                                                              | 2.326.090                                                              | -                                                                      |
| Моравску и Шлезију                                                     | 799.969                                                                | 823.730                                                                | -                                                                      |
| Чешке земље                                                            | 2.973.208                                                              | 3.149.820                                                              | 159.938                                                                |
| %                                                                      | 30                                                                     | 30                                                                     | 2                                                                      |
| Чешка (целокупно становништво)                                         | 10.005.734                                                             | 10.674.386                                                             | 8.896.133                                                              |

### Дијалекти
У немачким областима бохемских земаља говорили су се исти дијалекти као и у суседним баварским, источнофранковским, тириншко-горњосаксонским и лужичко-шлеским дијалектима:
Дијалекти немачко-чешке и немачко-моравске регије лексикографски су забележени и описани у судетском немачком речнику . Лингвистичка географија забележена је у атласу историјских немачких дијалеката на територији Чешке . Будући да више не постоји затворено немачко-бохемско и немачко-моравско подручје насељавања, неким од ових дијалеката прети изумирање. Ово се посебно односи на шлеске дијалекте и народне говоре некадашњих језичких острва.

##### Политичка заступљеност у органима Републике Чехословачке
Од избора 1920. године судетски Немци су заступљени у Заступничком дому, да би 1926. године, када је именована Трећа влада Антонина Швехле , они били заступљени и у чехословачкој влади. У првим годинама републике већина судетских Немаца гласала је за претежно демократске странке, али са растућим таласом национализма повећавали су се и гласови за популисте; 1935. чак је и Судетска немачка странка победила на изборима. Међутим, председник Масарик није поверио председнику странке Хенлеину формирање владе.

#### Заступљеност немачких партија у Заступничком дому НС РЧС
| Заступљеност немачких партија у Заступничком дому Парламента Чешке Републике | Заступљеност немачких партија у Заступничком дому Парламента Чешке Републике | Заступљеност немачких партија у Заступничком дому Парламента Чешке Републике | Заступљеност немачких партија у Заступничком дому Парламента Чешке Републике | Заступљеност немачких партија у Заступничком дому Парламента Чешке Републике |
|                                                                              | 1920                                                                         | 1925                                                                         | 1929                                                                         | 1935                                                                         |
| ---------------------------------------------------------------------------- | ---------------------------------------------------------------------------- | ---------------------------------------------------------------------------- | ---------------------------------------------------------------------------- | ---------------------------------------------------------------------------- |
| Немачка социјалдемократска радничка партија у Чехословачкој                  | 31                                                                           | 17                                                                           | 21                                                                           | 11                                                                           |
| Немачка националсоцијалистичка радничка партија                              | 15                                                                           | 7                                                                            | 8                                                                            | -                                                                            |
| Немачки савез пољопривредника                                                | 11                                                                           | 24                                                                           | 16                                                                           | 5                                                                            |
| Народна странка Немачке хришћанске социјалне странке                         | 10                                                                           | 13                                                                           | 14                                                                           | 6                                                                            |
| Мађарско-немачка хришћанско-социјална странка                                | 5                                                                            | -                                                                            | -                                                                            | -                                                                            |
| Мађарско-немачка социјалдемократска партија                                  | 4                                                                            | -                                                                            | -                                                                            | -                                                                            |
| Немачка либерална странка                                                    | 5                                                                            | -                                                                            | -                                                                            | -                                                                            |
| Немачка национална странка + Судето-немачка пољопривредна унија              | -                                                                            | 10                                                                           | 7                                                                            | -                                                                            |
| Покрајинска хришћанско-социјална странка + коалиција                         | -                                                                            | 4                                                                            | 9                                                                            | 9                                                                            |
| Судетска немачка странка                                                     | -                                                                            | -                                                                            | -                                                                            | 44                                                                           |
| Сва места у Заступничком дому                                                | 281                                                                          | 300                                                                          | 300                                                                          | 300                                                                          |
| %                                                                            | 29                                                                           | 25                                                                           | 25                                                                           | 25                                                                           |

##### Стање 1930-тих
Иако се национална политика Чехословачке заснивала на идеји националне државе „Чехословаци“, овај систем иако је имао много недостатака,  Чехословачка је у то време, третирала мањине на примеран начин, о чему сведоче предратна истраживања страних организације. Број изабраних представника Немаца у администрацији Прве Републике, број немачких основних, средњих и универзитетских школа или издавачких кућа, а самим тим и књига на немачком језику, био је далеко шири него у највећем делу  Европе. На територијама где су живеле мањине више од 20 процената,  други службени језик био је  језик мањине. Националне мањине биле су слободне да оснивају организације и разна удружења. Однос државе и грађана није се заснивао на националном принципу, већ на грађанском принципу.
Међутим, мора се рећи да се Немци у великој већини случајева нису поистоветили са Чехословачком као својом домовином (мада је ситуацији помало помогла чињеница да је степен слободе у земљи био неупоредиво већи након 1933. у поређењу са Немачком). Праг је јасно ставио до знања да ће се држава профилисати на идејама „чехословачке државне нације“, а не мањина. Чехословачка влада је такође покушала да ослаби утицај немачких политичких покрета и организација прилагођавањем изборних јединица на такав начин да су Чеси увек освајали већину.
У почетку су интересе судетских Немаца бранили и комунисти . На пример, 1931. године, комунистички посланик Вацлав Копецки одржао је говор у парламенту, оштро критикујући владу због гажења права судетских Немаца и изјавивши да ће комунисти бранити своје право на самоопредељење. Средином 1930-тих, међутим, комунисти су се окренули по налогу Коминтерне и почели да бране демократску Чехословачку од нацизма.
Светска економска криза 1930-тих утицала је на немачко становништво много више него на чешко становништво. Погранични регион био је повезан са другим погонима у Немачкој, одакле је добијао  сировине и тамо извозио своје производе.  Лоша економска ситуација у региону, погоршана високим девизним курсом круне, и нагли пораст незапослености (на око 30%) имали су значајан утицај на чињеницу да све више судетских Немаца почиње да саосећају са изузетно националистичким погледима Конрада Хенлеина и његовог Sudetendeutsche Heimatsfront (SHF) касније претвореног у Sudetendeutsche Partei (SdP).  Хенлеин је позвао на отворено противљење чешкој влади и многи Немци су почели да прихватају његове ставове.На општинским изборима у пролеће 1938. године, Sudetendeutsche Partei (SdP), освојила је скоро 90% свих судетско-немачких гласова,  и постала најјача странка у Чехословачкој.
Ситуација је кулминирала крајем 1930-тих. Немци су покренули велике протесте и масовни отпор, укључујући оружани устанак , који је сузбила чехословачка војска. Активности Sudetendeutsche Partei (SdP) су забрањене, па је  Хенлеин побегао у Немачку.  Сузбијање устанка нацистичка Немачка је искористила за промоцију сопствене политике проширења своје територије и сазивање конференције у Минхену, познате Чесима по злогласном Минхенском споразуму .
У то време, Судетска област је припојена Немачком царству, Судетски Немци су постали држављани Царства и морали су се пријавити у Вермахт. Бивши чешки Немци поздравили су ово прилагођавање граница, а у Прагу је то виђено као сурови порез и претња одржавању мира. Судетски Немци су током рата углавном служили у немачкој војсци (Вермахту), само је занемарљив део постао активни противник нацизма.

## Расељавање чешких Немаца
На крају Другог светског рата, у пролеће 1945. године, вративши се из вишегодишњег егзила у Лондону, влада тадашње Чехословачке и њен председник Едвард Бенеш, у недостатку закона напаћене и ојађене поратне државе, декретима су уводили какав-такав ред у земљи.
Међу 143 декрета којима су, на пример, национализовали велика предузећа, или организовали органе управе и нове локалне власти, донели су и пет декрета "о Немцима, Мађарима и издајницима", којима је - без изузетка - одузето држављанство, а имовина конфискована.
Потом је, мимо онога што је записано у декретима, уследило протеривање око 3.000.000 судетских Немаца и неколико десетина хиљада Мађара. Прма историчаријским забелешкама  тада је убијено најмање 20.000 Немаца. Они који су стигли до Немачке сместили су се углавном у Баварској, у тадашњој америчкој зони, мањи део је отишао у Аустрију.
Педесетих година 20. века, влада Немачке финансијски је обештетила протеране, помогла им да изграде нове куће и они су се без већих проблема привикли на нову домовину. Али, нису заборавили стару, јер су и све следеће генерације судетских Немаца сматрале себе Немцима из Чешке.  Већину судетских Немаца  болело је то што су истерани као нацистички петоколонаши, мада су не мали број тих Немаца управо нацисти прогањали зато што су се одупирали фашизму.
За разлику од њих, тврда комунистичка власт поратне Чехословачке учинила је све што је могла како би међу грађанима подгревала сећања на ратне грозоте Хитлерове Немачке, уз стално сејање страха за имовину Немаца коју од конфискације након Другог светског рата користе Чеси. Деценијама су Чеси у школама учили како су судетски Немци, некадашњи њихови суседи, у ствари банда реваншиста која покушава да нам украде имовину и свет доведе до нове катастрофе.
У насилном чину протеривања многи аналитичари данас препознају фаталну грешку која је нешто касније у највећој мери нашкодила управо самим Чесима – тако су широм отворена врата за државу без владавине права јер ниједан судетски Немац није протеран, нити је остао без држављанства и имовине било каквом судском пресудом. Уместо тога, на велика пропагандна звона промовисана је колективна кривица "оних који су другачији". Један чешки историчар је написао: "Пошто смо 1945. тако успешно матурирали код куће, могли смо 1948. онако лако да дипломирамо у Кремљу".

### Број расељених чешких Немаца
Према предратном попису становништва, у Чехословачкој је живело 3,1 милиона људи који су се изјаснили о немачкој националности. Према овим званичним подацима, заснива се процена броја расељених Немаца после Другог светског рата. светски рат. Међутим, чак је и ова група становништва била погођена ратним догађајима. Процењује се да је око 300.000 до 500.000 судетских Немаца пало као војници Вермахта и СС-а на фронтовима Другог светског рата или су убијени у ратним дешавањима.
Према неким изворима, најмање 700.000 судетских Немаца је дивље протерано или је побегло на конференцију сила победница у Потсдаму 2. августа 1945. Отприлике 300 000 њих само је побегло из напредујуће Црвене армије на основу такозване Неронове наредбе коју је издао Адолф Хитлер 20. марта 1945. То су углавном били Немци са северне Моравске и Шлезије.
Још 400.000 њих је протерано током такозваног дивљег пресељења. Према заједничкој комисији чешких и немачких историчара, у њој је страдало 19 до 30 хиљада Немаца. Број несталих процењује се на 200.000. Многи људи су страдали или нестали само у Немачкој или Аустрији. Познати су случајеви када су судетски Немци постали жртвама домородаца, који су их сматрали узроком рата у којем су све изгубили.
Почетком 1947. године тадашњи председник Републике Едвард Бенеш добио је изјаву - спомен-спис од агента за депортацију у којем се наводи да је до 1. новембра 1946 из Чешке депортовано укупно 2.170.598 Немаца, од чега 1.420.598 и 750.000 у совјетску окупациону зону Немачке.

### Насељавање Судетске области
После 1945. године Судетску област населили су углавном људи из унутрашњости, који су почели да обрађују (али понекад и уништавају и краду) викендице након преминулих Немаца.
Насељење границе било је проблем, одједном је било пуно више слободних предмета од заинтересованих. Насељење је трајало око три деценије. Тек око 1975. године речено је да се граница слегла у унутрашњост и да је то само историјски концепт.
Насељавање се одвијало постепено и нередовно. У почетку су се насељавали богати градови, попут Либереца, а досељеници су стекли и виле или породичне куће. Истовремено су била заузета и богата села. С друге стране, нико није желео да иде у сиромашна села, којима је због њихове удаљености било тешко приступити путем. На пример, тамо су послати сиромашни румунски насељеници или Роми, тако да је бар неко тамо живео. У читавом селу живеле су две или три породице.
Данас је услове било тешко разумети. Када је неко поправљао кућу, било је уобичајено да са ненасељене куће узима плочице са крова, разбија прозоре или врата. Временом се кућа претворила у пусту зграду, а власти нису могле да пазе на све. Такви услови трајали су отприлике до средине 1960-их.
Други талас насељавања догодио се почетком 1960-тих. Снимљени су филмови (укључујући телевизију) о томе како млади људи не могу да нађу стан у Прагу и на крају одлуче да се настане на граници, где ће одмах добити стан или кућу. Други талас насељавања догодио се почетком 1960-их. Снимљени су филмови (укључујући телевизију) о томе како млади људи не могу да нађу стан у Прагу и на крају одлуче да се настане на граници, где ће одмах добити стан или кућу.

### Суочавање са Минхенским споразумом и Бенешовим уредбама
Упркос многим пријатељским контактима на приватном или општинском нивоу, односи између неких Чеха и расељених лица из Судетских крајева - и обрнуто - и данас су напети и у неким случајевима оптерећени значајним предрасудама. Помирењa су и даље су проблематични, а дијалог међу суседима и даље је отежан неповерењем обе стране. Чешка уредба коју донела Бенешова влада није проглашена неважећом, супротно захтевима удружења расељених лица.
Страхови многих Чеха углавном се односе на могуће подношење имовинских захтева уколико Бенешове уредбе буду укинуте за друге бивше слојеве становништва. У ствари, чешком народу би остао само мали део сопствене земље, а Католочка црква је значајне делове земље назвала својом, и бивших немачких, мађарских и пољских земљопоседника.
Савезна Република Немачка у почетку је сматрала да је Минхенски споразум обавезујући по међународном праву . Супротно томе, чешка влада је у прошлости од самог почетка тражила проглашење инвалидности (правно ex tunc) као неопходан предуслов за потпуно укидање Бенешевих уредби. Споразум је касније проглашен ништавним  (ex nunc)  у „споразуму о нормализацији лодноса” између Савезне Републике Немачке и Чехословачке (ЧССР) од 11. децембра 1973. године, ратификованог 1974. године.
Од краја конфронтације са блоком, многи Чеси су  Бенешове уредбе сматрали основним делом државне слике о себи (нпр. Председник Вацлав Клаус - иако је био толико благонаклон према „немачкој бохемији“ када је ступио на дужност понекад је био врло насилан у својим критикама - не само из поменутих разлога.
Приступање Чешке Републике Европској унији ставља у перспективу већу ефикасност и откањање последице кроз споразум и уредбе о међусобним односима.
Кључне реченице из немачко-чешке декларације договорене између влада обеју земаља 21. јануара 1997. године су:
- Из увода: „... нанета неправда не може се поништити, али се у најбољем случају може ублажити како не би дошло до нове неправде ...“
- Из става 1: заједнички пут у будућност захтева јасну реч о прошлости, при чему се не смеју погрешно разумети узроци и последица у низу догађаја.
- Из става 2: Немачка страна ... жали због патње и неправде коју су Немци учинили чешком народу као резултат нацистичких злочина.
- Из става 3: Чешка страна се каје што су протеривање и присилно пресељење судетских Немаца из тадашње Чехословачке, експропријација и исељавање невиних људи проузроковали много патње и неправде након завршетка рата.
- Из става 4: Обе стране се слажу да почињена неправда припада прошлости и ... да неће оптерећивати односе политичким и правним питањима из прошлости“.
- Из става 7: Обе стране ... залажу се за наставак претходног успешног рада Немачко-чешке комисије историчара.

### Тренутни чешко-немачки односи
Последњих година све су опуштеније немачко-чешки однос. У Чешкој постоје иницијативе попут удружења Antikomplex, које се бави истраживањем немачке прошлости бохемских земаља.  Collegium Bohemicum отворен је у Устију над Лаби као научна институција са истим фокусом.
Сниматељ документарних филмова Давид Вондрачек изазвао је сензацију 2010. године документарним филмом Забијени по Ческој о протеривању немачког становништва из Чехословачке.
Судетско немачко удружење (Sudetendeutsche Landsmannschaft), које критичари често оптужују за прилично непријатељски однос према разумевању, улаже све веће напоре да релаксира контакте са Чешком, посебно после посете тадашњег чешког премијера Петра Нечаса Баварској 2013. године.